# Patrik Ouředník
Patrik Ouředník (Prága, 1957. április 23. –) cseh író.

## Élete
Patrik Ouředník 1957-ben született Prágában egy orvos és a francia nyelv középiskolai tanárnőjének családjában. A 70-es években részt vett a Jazz-szekció (Jazzová sekce) tevékenységében, 1979-ben pedig aláírta az Igazságtalanul Üldözötteket Védelmező Bizottság (Výbor na obranu nespravedlivě stíhaných, VONS) petícióját, amely a csehszlovákiai politikai foglyok szabadon bocsátását követelte. Emiatt lezárult előtte a felsőfokú tanulmányokhoz vezető út. Számos foglalkozást kipróbált: dolgozott könyvesbolti segédként, levéltárosként, raktárosként, egészségügyi segéderőként, levélhordóként és házi munkásként. Mindezzel egyidejűleg aktív sakkjátékos volt. 
1984-ben Franciaországba emigrált, ahol előbb a sakk világában ténykedett mint konzultáns, később pedig könyvtárosként dolgozott. Esti tagozaton elvégezte a francia irodalom szakot, szabad bölcsészként pedig az eszmék és a vallásos gondolkodás történetét tanulmányozta. Az 1986–1998 közti időszakban egy negyedévenként megjelenő folyóirat (L'Autre Europe, L’Âge d’homme kiadó, Párizs) szerkesztője és irodalmi rovatának vezetője volt. 1992-ben ő kezdeményezte a Nouallaguet-i Szabadegyetem megalapítását, ahol 1995 óta maga is előad.

## Munkássága
Ouředník már akkor felhívta magára a figyelmet, amikor leleményes fordításokat készített a modern francia irodalmat képviselő szerzők, Boris Vian, Samuel Beckett, Raymond Queneau, Alfred Jarry, Claude Simon és mások műveiből. Ugyanakkor azonban cseh írók, köztük Vladimír Holan, Jan Skácel, Ivan Wernisch, Bohumil Hrabal, Jan Zábrana munkáit fordítja franciára. A tágabb értelemben vett kulturális köztudatba a nyolcvanas- és kilencvenes évek fordulóján került be, amikor két szótárszerű művet adott közre. A A cseh fattyúnyelv könyve (1988) minden korábbinál nagyobb terjedelemben és rendszerességgel mutatta be az ún. nem konvencionális szókincset, tehát a beszélt cseh nyelvet, a zsargont és a szlenget, amelyek az irodalmi nyelv sokszínű és invenciózus ellenpólusát alkotják. A Semmi sem új a nap alatt (1994) szógyűjtemény a jelenlegi és a régi korok szókincsében is megtalálható, bibliai és parabibliai eredetű szólásokat és mondásokat tartalmazza, amelyek eredeti és változó jelentése is gyakran homályba vész. Ouředník e két szótára a magyarázat atipikus módja és a nyelvi szféra szociológiai és az antropológiai vonatkozásokkal való kibővítése okán is közel áll egymáshoz. Az Elveszett nyelv keresése (1997) című esszéjében Ouředník a cseh nyelv fölött töpreng el az isteni, az ideális és az anyanyelv általánosabb problémáinak hátterén.
Ouředník írásművészetét is az irodalmi megnyilatkozás kompozíciós és nyelvi oldalára helyezett hangsúly jellemzi. Három versesköteten (Avagy, 1992, Ha nem mondom, 1996, A mezítlábas háza, 2004) s a nyelvi játékosság jegyében megírt mesén, a Katáng királyfiról, miként vándorolt a királykisasszony nyomában… (1995) című művön kívül a litániaszerűen megformált, fiktív elemeket tartalmazó s A huszonnégyes év (1995) címet viselő visszaemlékezés sorolandó ide. Bár az utóbbi kötetben felidézett emlékeket huszonnégy év foglalja keretbe (1989-ig bezárólag), a történelmi tényeknél nagyobb fontossággal bír az ideológiával átitatott korabeli nyelv, a hivatalos frázisok és jelszavak nyelvezetének felidézése, s ugyanúgy az akkori nyelvhasználat persziflázsa, ahogy a metaforák, szólások és tréfák beszélt nyelvében megnyilvánult.
A történelmi tények, társadalmi diskurzusok és képzelet szülte epizódok egymás mellé illesztése révén született , „elbeszélő nélküli regénnyel” Ouředník a 20. század alternatív történelméről szóló szöveget alkotott Europeana. A huszadik század rövid története (2001), melyben feltárta a történelem megkonstruálásánál alkalmazott módszerek törékenységét, s azt is, hogy miképp alakítják ki a társadalom történelmi emlékezetét. 
Az ideológiai sztereotípiákkal és konvenciókkal Ouředník A megfelelő pillanat, 1855 (2006) című könyvben is leszámolt, melynek olyan európaiak amerikai település-alapítási kísérlete szolgált témájául, akik szabad, az európai kontextustól független közösségek létrehozására vágytak.
Csehországba egy prózai művel tért vissza Ad acta (2006), amely bűnügyi regénynek látszik, a főszereplőkként nyugdíjasokat felvonultató alkotás azonban mindenekelőtt a cseh posztkommunista társadalomról szóló szarkasztikus és provokatív tanúságtétel. Ouředník ez ideig utolsó műve a Nyugat történelmén végigvonuló irodalmi utópiákról szóló, Utopus volt, aki szigetté tett című esszé (2010).
Ouředník prózái külföldön is széles körű visszhangot váltottak ki; ez elsősorban az Europeanára vonatkozik, amely harminckét nyelven látott napvilágot (2012. évi adat), s ily módon az 1989 utáni időszak leggyakrabban fordított cseh könyvévé vált.

## Művei
- A cseh nyelv fattyúnyelv könyve. A szabálytalan cseh nyelv szótára (Šmírbuch jazyka českého. Slovník nekonvenční češtiny). Párizs, 1988
- Avagy (Anebo). Prága, 1992
- Katáng királyfiról, miként vándorolt a királykisasszony nyomában, és a különböző kalandokról, amelyek közben megestek vele (O princi Čekankovi, jak putoval za princeznou, a o všelijakých dobrodružstvích, která se mu přitom přihodila). Prága, 1993
- Semmi sem új a nap alatt. Bibliai eredetű szavak, mondások és szólások (Aniž jest co nového pod sluncem. Slova, rčení a úsloví biblického původu). Prága, 1994
- A huszonnégyes év (Rok čtyřiadvacet). Prága 1995. Magyarul: Kalligram, 2007
- Értekezés az esetleges borivásról, a tudvalevően nagyról és szüntelenről, a lélek és a test vigasztalására, valamint a test külső és belső részeinek mindennemű kórságai ellen (Pojednání o případném pití vína, totiž velikém a ustavičném, pro potěchu ducha a těla a proti všelikým chorobám oudů zevnitřních i vnitřních). Prága, 1995
- Ha nem mondom (Neřkuli). Prága, 1996
- Elveszett nyelv keresése (Hledání ztraceného jazyka). Prága, 1997
- A kulcs a söntésben van (Klíč je ve výčepu). Prága, 2000
- Europeana. A huszadik század rövid története (Europeana. Stručné dějiny dvacátého věku). Prága, 2001. Magyarul: Kalligram, 2003
- A mezítlábas háza (Dům bosého). Prága, 2004
- A megfelelő pillanat, 1855 (Příhodná chvíle, 1855). Prága, 2006. Magyarul: Kalligram, 2006
- Ad acta (Ad acta). Prága, 2006. Magyarul: Kalligram, 2009
- Utopus volt, aki szigetté tett (Utopus to byl, kdo učinil mě ostrovem). Prága, 2010
- Ma és holnapután (Dnes a pozítří). Prága, 2012

## Magyarul
- Europeana. A huszadik század rövid története; ford., jegyz. G. Kovács László, utószó Vlastimil Hárl; Kalligram, Pozsony, 2003
- A megfelelő pillanat, 1855; ford. G. Kovács László; Kalligram, Pozsony, 2006
- A huszonnégyes év. Progymnasma 1965-89; ford., jegyz. G. Kovács László; Kalligram, Pozsony, 2007
- Ad acta; ford. G. Kovács László; Kalligram, Pozsony, 2009

## Külső hivatkozások
- Patrik Ouředník weboldal